# Peter Vignau-Wilberg

Peter Vignau-Wilberg

Peter Vignau-Wilberg (* 29. April 1935 in Gmunden, Österreich; † 18. März 2023 in Fürstenfeldbruck) war ein österreichisch-deutscher Kunsthistoriker. Seine Forschungsschwerpunkte waren die deutsche und die schweizerische Kunst des frühen und des späten 19. Jahrhunderts, der er sich in Forschung und Lehre widmete.

## Leben
Peter Vignau-Wilberg studierte, nach der Matura am Gymnasium des Benediktinerstifts Lambach, Kunstgeschichte an den Universitäten Graz, München und Kiel. Er wurde mit der Arbeit Andrea Pozzos Innenraumgestaltung in S. Ignazio. Ein Beitrag zum Innenraum des römischen Spätbarocks an der Universität Kiel promoviert. Von 1966 bis 1968 war er an den Lübecker Museen tätig. Von 1969 bis 1970 wechselte Vignau-Wilberg zum Bauhaus-Archiv in Darmstadt. Er war von 1970 bis 1977 Redakteur am Schweizerischen Institut für Kunstwissenschaft in Zürich. Ab 1977 bis zu seiner Pensionierung 2000 war er Leiter der Photothek am Zentralinstitut für Kunstgeschichte in München. Von 1984 bis 2002 war er als Lehrbeauftragter für Kunstgeschichte an mehreren Universitäten, in Cottbus, Halle, München, Passau und Regensburg, tätig. 1995 wurde er zum Professor ernannt. 
Peter Vignau-Wilberg ist der Sohn des österreichischen ÖVP-Politikers Alexander Wilberg und der Enkel des Bauforschers und Archäologen Wilhelm Wilberg. Peter Vignau-Wilberg war mit der niederländisch-deutschen Kunsthistorikerin Thea Vignau-Wilberg verheiratet, mit der er zwei Kinder hatte. 

## Werk
Seit Peter Vignau-Wilbergs Jahren an den Lübecker Museen pflegte dieser seine vornehmliche Arbeit vor Originalen, mit einem Schwerpunkt auf der Malerei. In der universitären Forschung und Lehre bevorzugte er ebenfalls die Arbeit vor den Originalen. Während seiner Tätigkeit in der Schweiz verfasste Vignau-Wilberg unter anderem Sammlungskataloge (Solothurn; Winterthur, Stiftung Oskar Reinhart). Seit seinen Jahren in Lübeck widmete Vignau-Wilberg sich der deutschen Malerei des 19. Jahrhunderts (Friedrich Carl Gröger, Friedrich Overbeck). Er arbeitete ebenfalls in einem Schwerpunkt zur Kunst der Nazarener. Vignau-Wilberg setzte sich mit der Dichtung, den Themen und der Historie der deutschen Frühromantik auseinander. Auch aus dieser Beschäftigung speiste sich Vignau-Wilbergs kunstwissenschaftliche Tätigkeit. Zu Vignau-Wilbergs Schwerpunkten gehörte die deutsche und schweizerische Kunst des frühen und des späten 19. Jahrhunderts. 

## Schriften
- mit Thea Vignau-Wilberg: Bauzeichnung und Rekonstruktion. Der Bauforscher Wilhelm Wilberg und die Archäologie um 1900. Schnell & Steiner, Regensburg 2022, ISBN 978-3-7954-3771-8.
- Dürer und Raffael als künstlerische Ideale des Lukasbundes. Schnell + Steiner, Regensburg 2018, ISBN 978-3-7954-3384-0.
- Overbeck und die Kunst Raffaels – von der Madonna della Sedia bis zur Vermählung Mariae. In: Velis quod possis – Studia z historii sztuki ofiarowane Profesorowi Janowi Ostrowskiemu, Krakau 2016, S. 339–343.
- Das Zwingli-Denkmal in Zürich von Heinrich Natter (1844–1892). In: Zeitschrift für Schweizerische Archäologie und Kunstgeschichte, Bd. 71, 2014 Heft 4, S. 287–304.
- „Ach ja! Italien! Italien! Dahin steht mein Sinn.“ Die Lukasbrüder in Rom. Religiöse Malerei 1810–1830, Hamburg (Verlag Dr Kovac) 2013 (Schriften zur Kunstgeschichte Bd. 39), ISBN 978-3-8300-6259-2.
- Die Lukasbrüder um Johann Friedrich Overbeck und die Erneuerung der Freskomalerei in Rom. Die Wand- und Deckengemälde in der Casa Bartholdy (1816/17) und im Tasso-Raum des Casino Massimo (1819–1829). Kunstwissenschaftliche Studien, Bd. 168, Deutscher Kunstverlag, Berlin/München 2011, ISBN 978-3-422-07061-5.
- Rom 1820. Johann David Passavants Vorschläge zur Reform der Kunstakademie. In: Rondo – Beiträge für Peter Diemer zum 65. Geburtstag, hrsg. von Wolfgang Augustyn und Iris Lauterbach. München, Zentralinstitut für Kunstgeschichte, 2010, S. 179–182.
- Perspektive und Projektion. Andrea Pozzos Architekturtheorie und ihre Praxis, München (scaneg) 2005 (Punctum Nr. 19 – Abhandlungen aus Kunst und Kultur).
- mit Thea Vignau-Wilberg: Die Nazarener zu Goethes „Italienischer Reise“ – Goethe zu Kunst der Nazarener. In: Preussen. Die Kunst des Individuums. Beiträge gewidmet Helmut Börsch-Supan. Hrsg. von H. Dickel und C. M. Vogtherr, Berlin 2003, S. 139–150.
- Ferdinand Hodler – „Der Tag“. Vom Realismus zum Symbolismus, P. Lang, Frankfurt a. M. 2003, ISBN 978-3-631-39748-0.
- Die Fresken der Casa Bartholdy – eine neue Aufgabe nazarenischer Kunst. In: Zwischen Traum und Wissenschaft – Aspekte zum Zeitalter der Romantik. Romantiktagung an der Brandenburgischen Technischen Universität, Cottbus 2002, S. 31–35.
- Das deutsche Raffael-Bild und die beginnende Wertschätzung Dürers in der Romantik. In: Gedenkschrift für Richard Harprath, hrsg. von Wolfgang Liebenwein und Anchise Tempestini, München/Berlin 1998, S. 483–486.
- Zur Dürer-Verehrung in der Romantik und zu Franz Pforrs Streben nach dem „Sichtbaren“ in der Kunst. In: Anzeiger des Germanischen Nationalmuseums 1998, VIII. Greifswalder Romantikkonferenz, hrsg. von Gerd Helge Vogel, Greifswald 1998, S. 29–34.
- Das Italienerlebnis des jungen Schnorr von Carolsfeld. In: Julius Schnorr von Carolsfeld und die Kunst der Romantik. VII. Greifswalder Romantikkonferenz, Schneeberg. Veranstaltet vom Caspar-David-Friedrich-Institut, Universität Greifswald 1994. Greifswald 1996, S. 119–131.
- Overbecks letztes Werk. In: Johann Friedrich Overbeck und die Kathedrale von Djakovo / Kroatien, Regensburg 1994, S. 15–22 (=Ausst. Kat. Regensburg, Lübeck und Zagreb 1994–1995).
- Hodlers „Tag“ und das Motiv des Erwachens. In: Kunsthistorische Gesellschaft zu Berlin, Sitzungsberichte, N.F. Heft 32, 1983/1984, S. 3–4.
- Museums-Katalog Stiftung Reinhart, Winterthur, Bd. 2: Deutsche und österreichische Maler des 19, Jahrhunderts, Zürich 1979.
- Museums-Katalog Museum der Stadt Solothurn, Gemälde und Skulpturen, Solothurn 1973.
- Der Maler Friedrich Carl Gröger, Neumünster 1971.
- Peter Wilberg-Vignau [sic], Andrea Pozzos Deckenfresko in S. Ignazio. Mit einem Anhang: Archivalische Quellen zu den Werken Pozzos, Uni-Druck, München 1970 (veränderter Teildruck aus: Andrea Pozzos Innenraumgestaltung in S. Ignazio, Dissertation (maschr.), Kiel 1966).
- Entdeckung von vier Gemälden Kirchners. In: Neue Zürcher Zeitung, 31. Mai 1970, Nr. 245 (Fernausgabe 147), S. 58.